# Gianni Carrara
Gianni Carrara (Serina, 8 febbraio 1929 – Serina, 11 marzo 1992) è stato un fondista italiano.

## Biografia
Nato nel 1929 a Serina, in provincia di Bergamo, è padre di Angelo ed Erica Carrara, biatleti partecipanti alle Olimpiadi di Lake Placid 1980 e Albertville 1992 rispettivamente.
A 26 anni ha partecipato ai Giochi olimpici di Cortina d'Ampezzo 1956, nella 50 km, chiudendo 17º con il tempo di 3h14'39".
Ai campionati italiani ha vinto un oro, un argento e un bronzo nella 50 km, rispettivamente nel 1958, 1959 e 1957.
Dopo il ritiro è stato allenatore al Centro biathlon di Serina.